# أليكس فريمان
أليكس فريمان (بالإنجليزية: Alex Freeman) هو لاعب كرة قدم أمريكي، ولد في 9 أغسطس 2004.